# Staurodiscus vietnamensis
Staurodiscus vietnamensis är en nässeldjursart som beskrevs av Paul Torben Lassenius Kramp 1962. Staurodiscus vietnamensis ingår i släktet Staurodiscus och familjen Hebellidae. Inga underarter finns listade i Catalogue of Life.